# Alan Phillips
Alan John Phillips (Bridgend, 21 de agosto de 1954) es un ex–jugador británico de rugby que se desempeñaba como hooker.

## Selección nacional
Fue convocado a los Dragones rojos por primera vez en marzo de 1979 para enfrentar al XV de la Rosa y disputó su último partido en junio de 1987 ante los Wallabies. En total jugó 18 partidos y marcó un try (4 puntos por aquel entonces).

### Participaciones en Copas del Mundo
Solo disputó una Copa del Mundo; Nueva Zelanda 1987 donde Phillips marcó su único try con el seleccionado y los Dragones rojos llegaron a semifinales y posteriormente vencieron a los Wallabies para obtener la tercera posición, que hasta hoy, es la mejor participación de Gales en la historia del torneo.
| Mundial                       | Sede          | Resultado     | PJ | Tries |
| ----------------------------- | ------------- | ------------- | -- | ----- |
| Copa Mundial de Rugby de 1987 | Nueva Zelanda | Tercer puesto | 3  | 1     |

## Palmarés
- Campeón del Torneo de las Seis Naciones de 1979.
- Campeón de la Copa de Gales de Rugby de 1981, 1982, 1984, 1986 y 1987.

## Leones Británicos
Fue convocado a los British and Irish Lions para integrar el plantel de la Gira de Sudáfrica 1980, pero en ella no disputó ninguno de los partidos ante los Springboks.